# لونه، نوردراین-وستفالن
شهر لونه، نوردراین-وستفالن (به آلمانی: Löhne) در ایالت نوردراین-وستفالن در کشور آلمان واقع شده‌است.